# Les Vernex I
Les Vernex I (auch Le Verney I) ist eine der zwei bekannten Burgstellen am Südufer der Glâne bei Autigny (Kanton Freiburg, Schweiz). Hier bilden die Glâne und der Bach La Longivue eine kleine Halbinsel, auf der sich die Burgstellen erheben. Bei Vernex I sind nur noch Erdwälle und Gräben zu sehen.
Etwa 150 Meter nördlich der Anlage liegt die Stelle Les Vernex II.

## Geschichtliches
Die Burgstelle wurde womöglich im 12. Jahrhundert angelegt. Es gibt allerdings keine schriftlichen Belege. Der Burghügel (heute Châtillon) genannt, wurde schon lange zuvor als Wohnstätte verwendet. Funde von Keramikbruchstücken haben Ähnlichkeiten zu Funden von Châtillon-sur-Glâne (Glanenburg) beim Zusammenfluss der Glâne mit der Saane, deshalb ist zu vermuten, dass die ersten Schutzanlagen schon während der Hallstattzeit (450–750 v. Chr.) angelegt wurden.
Auf der Siegfriedkarte von 1946 (1:25'000, Blatt 346, Farvagny) wird die Burgstelle als „Chatillon“ bezeichnet. Ab 1955 (1:25'000, Blatt 1205, Rossens) taucht hingegen die Bezeichnung „Les Vernex“ auf.